# Partito Socialdemocratico (Giappone)
Il Partito Socialdemocratico (社会民主党?, Shakai Minshu-tō) è un partito politico giapponese fondato nel 1996 come erede del Partito Socialista Giapponese, che fu la principale forza di opposizione del Paese tra gli anni cinquanta e novanta.